# Craig Mackail-Smith
Craig Anthony Robert Mackail-Smith (Watford, 25 febbraio 1984) è un ex calciatore inglese naturalizzato scozzese, di ruolo attaccante.

## Caratteristiche tecniche
Inizia la carriera da ala, salvo poi adattarsi - sotto la guida di John Still, ai tempi in cui militava nel Dag & Red - a terminale offensivo della manovra.
Freddo sotto rete, è dotato di un ottimo senso della posizione, che gli consente di approfittare delle disattenzioni degli avversari e a sfruttare al meglio i palloni sporchi presenti in area di rigore.
Paragonato per prestanza fisica e doti tecniche a Craig Bellamy, si distingue - oltre che per stacco aereo - per propensione al sacrificio; rientra spesso in fase di non possesso per pressare il portatore di palla avversario.

## Carriera

### Club

#### Peterborough United
Il 29 gennaio 2007, dopo aver trascorso vari anni nelle serie inferiori, viene tesserato dal Peterborough United in League Two. Esordisce con i Posh il 10 febbraio contro il Wrexham, subentrando al 35' della ripresa al posto di George Boyd.
Il 1º dicembre 2007 mette a segno una quaterna contro lo Staines Town (0-5 il finale), in un incontro valido per il secondo turno di FA Cup. Queste reti gli varranno a fine stagione - che si concluderà con la promozione in League One, grazie anche alle sue 12 reti - il titolo di capocannoniere della coppa.

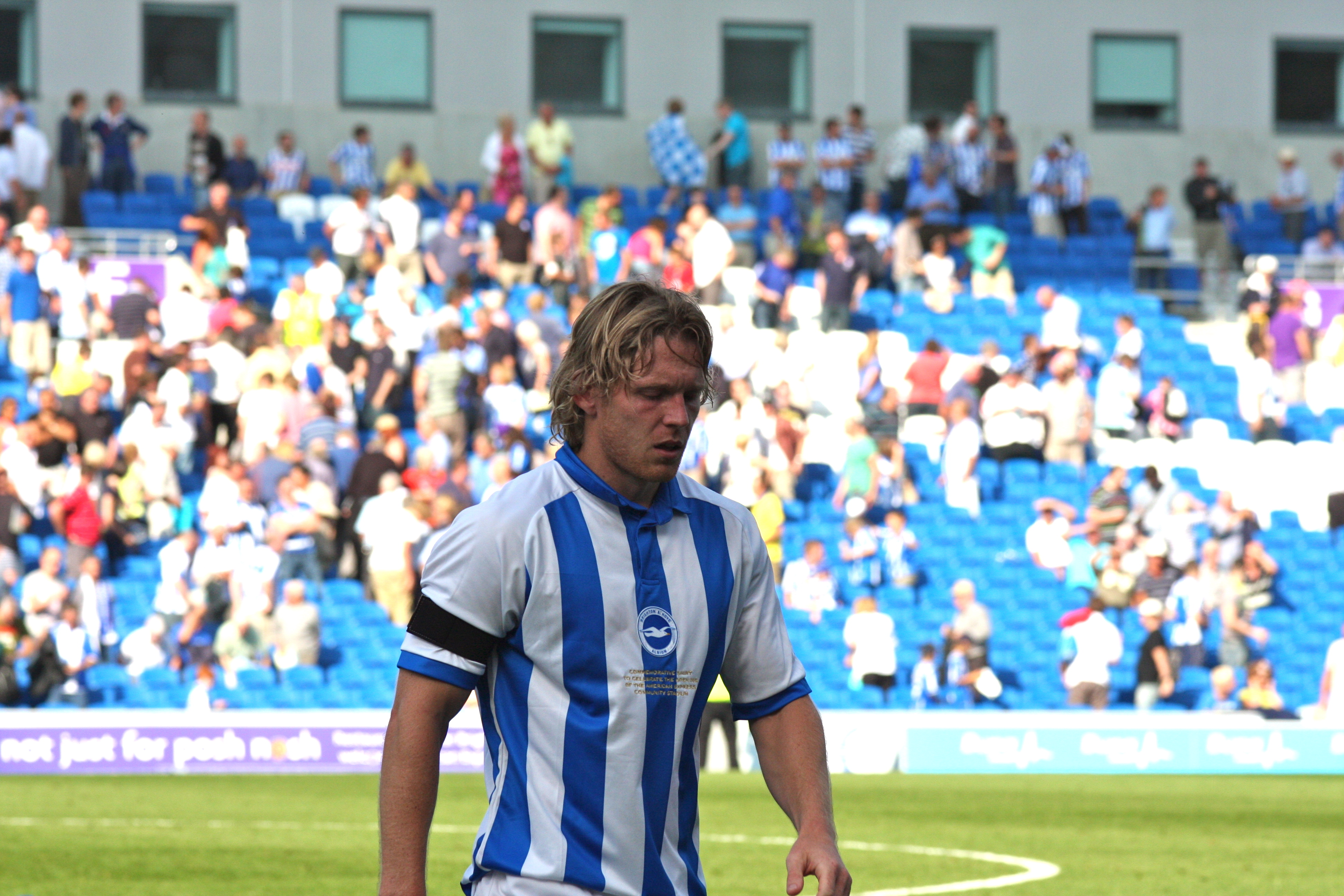
Mackail-Smith con la divisa del Brighton.

La stagione successiva mette a segno altre 23 reti, che permettono ai Posh di accedere in Championship. Esordisce nella seconda divisione inglese l'8 agosto contro il Derby County.
Il 29 maggio 2011 mette a segno una delle tre reti con cui la squadra si impone ai danni dell'Huddersfield Town, tornando a distanza di un anno in Championship. Le 27 reti segnate in campionato (35 se si includono tutte le competizioni) gli valgono il titolo di capocannoniere e il premio come miglior calciatore della Football League One.

#### Brighton e Luton Town
Il 4 luglio 2011 si accorda per quattro stagioni con il Brighton & Hove, in Championship. Il 5 marzo 2013 si infortuna gravemente al tendine d'achille, terminando con largo anticipo la stagione. Complici continue ricadute, torna in campo il 5 aprile 2014 - a distanza di 13 mesi - contro il Barnsley, sostituendo Jesse Lingard al 33' della seconda metà di gioco.
Il 27 novembre 2014 torna al Peterborough in prestito per un mese. Il 23 dicembre le due società si accordano per l'interruzione del prestito.
Voluto da John Still, che lo aveva allenato in precedenza al Dag & Red, il 1º agosto 2015 passa a parametro zero al Luton Town, firmando un contratto valido per due anni.

#### Il ritorno al Peterborough e il passaggio al Wycombe
Il 19 marzo si frattura la tibia in uno scontro di gioco durante la gara con il Plymouth, terminando la stagione con largo anticipo. Alla ricerca di un maggior minutaggio - a inizio stagione si era operato nuovamente, in modo da poter inserire un chiodo endomidollare nella tibia, non riuscendo a trovare spazio una volta tornato in campo - il 31 gennaio 2017 il Luton si accorda per il passaggio in prestito del giocatore al Peterborough.
Il 17 agosto 2017 passa a parametro zero al Wycombe, firmando un contratto valido per una stagione.

### Nazionale
Eleggibile dalla nazionale scozzese grazie alle origini della nonna, originaria di Edimburgo, il 24 marzo 2011 viene convocato dal CT Craig Levein per partecipare all'amichevole con il Brasile. Esordisce quindi in nazionale tre giorni dopo, sostituendo Miller a 3' dal termine.
L'8 ottobre 2011 una sua rete consente agli scozzesi di imporsi per 1-0 contro il Liechtenstein, incontro valido per le qualificazioni alla fase finale degli Europei 2012.

## Statistiche

### Presenze e reti nei club
Statistiche aggiornate al 30 dicembre 2017.
| Stagione                   | Squadra                    | Campionato                 | Campionato | Campionato | Coppe nazionali | Coppe nazionali | Coppe nazionali | Coppe continentali | Coppe continentali | Coppe continentali | Altre coppe | Altre coppe | Altre coppe | Totale | Totale |
| Stagione                   | Squadra                    | Comp                       | Pres       | Reti       | Comp            | Pres            | Reti            | Comp               | Pres               | Reti               | Comp        | Pres        | Reti        | Pres   | Reti   |
| -------------------------- | -------------------------- | -------------------------- | ---------- | ---------- | --------------- | --------------- | --------------- | ------------------ | ------------------ | ------------------ | ----------- | ----------- | ----------- | ------ | ------ |
| 2004-2005                  | Dag & Red                  | FC                         | 40         | 12         | FACup+CdL       | 2+0             | 0               | -                  | -                  | -                  | FLT         | 1           | 0           | 43     | 12     |
| 2005-2006                  | Dag & Red                  | FC                         | 39         | 11         | FACup+CdL       | 1+0             | 0               | -                  | -                  | -                  | FLT         | 5           | 3           | 45     | 14     |
| 2006-gen. 2007             | Dag & Red                  | FC                         | 28         | 15         | FACup+CdL       | 1+0             | 0               | -                  | -                  | -                  | FLT         | 2           | 1           | 31     | 16     |
| Totale Dag & Red           | Totale Dag & Red           | Totale Dag & Red           | 107        | 38         |                 | 4               | 0               |                    | -                  | -                  |             | 8           | 4           | 119    | 42     |
| gen.-giu. 2007             | Peterborough Utd           | FL2                        | 15         | 8          | FACup+CdL       | -               | -               | -                  | -                  | -                  | FLT         | -           | -           | 15     | 8      |
| 2007-2008                  | Peterborough Utd           | FL2                        | 36         | 12         | FACup+CdL       | 4+0             | 7               | -                  | -                  | -                  | FLT         | 1           | 0           | 41     | 19     |
| 2008-2009                  | Peterborough Utd           | FL1                        | 46         | 23         | FACup+CdL       | 5+1             | 3+0             | -                  | -                  | -                  | FLT         | 1           | 0           | 53     | 26     |
| 2009-2010                  | Peterborough Utd           | FLC                        | 43         | 10         | FACup+CdL       | 1+3             | 0+1             | -                  | -                  | -                  | -           | -           | -           | 47     | 11     |
| 2010-2011                  | Peterborough Utd           | FL1                        | 45+3       | 27+3       | FACup+CdL       | 4+3             | 2+3             | -                  | -                  | -                  | FLT         | 1           | 0           | 56     | 35     |
| 2011-2012                  | Brighton & Hove            | FLC                        | 45         | 9          | FACup+CdL       | 3+2             | 0+1             | -                  | -                  | -                  | -           | -           | -           | 50     | 10     |
| 2012-2013                  | Brighton & Hove            | FLC                        | 29         | 11         | FACup+CdL       | 2+0             | 0               | -                  | -                  | -                  | -           | -           | -           | 31     | 11     |
| 2013-2014                  | Brighton & Hove            | FLC                        | 5+2        | 0          | FACup+CdL       | 0               | 0               | -                  | -                  | -                  | -           | -           | -           | 7      | 0      |
| nov. 2014                  | Brighton & Hove            | FLC                        | 12         | 1          | FACup+CdL       | 0+3             | 2               | -                  | -                  | -                  | -           | -           | -           | 15     | 3      |
| nov.-dic. 2014             | Peterborough Utd           | FL1                        | 3          | 0          | FACup+CdL       | -               | -               | -                  | -                  | -                  | FLT         | -           | -           | 3      | 0      |
| gen.-giu. 2015             | Brighton & Hove            | FLC                        | 18         | 0          | FACup+CdL       | 1+0             | 0               | -                  | -                  | -                  | -           | -           | -           | 19     | 0      |
| Totale Brighton & Hove     | Totale Brighton & Hove     | Totale Brighton & Hove     | 109+2      | 21         |                 | 11              | 3               |                    | -                  | -                  |             | -           | -           | 122    | 24     |
| 2015-2016                  | Luton Town                 | FL2                        | 33         | 4          | FACup+CdL       | 1+0             | 0               | -                  | -                  | -                  | FLT         | 0           | 0           | 34     | 4      |
| 2016-gen. 2017             | Luton Town                 | FL2                        | 2          | 0          | FACup+CdL       | 1+0             | 0               | -                  | -                  | -                  | FLT         | 3           | 1           | 6      | 1      |
| Totale Luton Town          | Totale Luton Town          | Totale Luton Town          | 35         | 4          |                 | 2               | 0               |                    | -                  | -                  |             | 3           | 1           | 40     | 5      |
| gen.-giu. 2017             | Peterborough United        | FL1                        | 18         | 5          | FACup+CdL       | -               | -               | -                  | -                  | -                  | FLT         | -           | -           | 18     | 5      |
| Totale Peterborough United | Totale Peterborough United | Totale Peterborough United | 206+3      | 85+3       |                 | 21              | 16              |                    | -                  | -                  |             | 3           | 0           | 233    | 104    |
| 2017-2018                  | Wycombe                    | FL2                        | 23         | 5          | FACup+CdL       | 2+0             | 2               | -                  | -                  | -                  | FLT         | 0           | 0           | 25     | 7      |
| Totale carriera            | Totale carriera            | Totale carriera            | 485        | 156        |                 | 40              | 21              |                    | -                  | -                  |             | 14          | 5           | 539    | 182    |

### Cronologia presenze e reti in nazionale
| Cronologia completa delle presenze e delle reti in nazionale ― Scozia | Cronologia completa delle presenze e delle reti in nazionale ― Scozia | Cronologia completa delle presenze e delle reti in nazionale ― Scozia | Cronologia completa delle presenze e delle reti in nazionale ― Scozia | Cronologia completa delle presenze e delle reti in nazionale ― Scozia | Cronologia completa delle presenze e delle reti in nazionale ― Scozia | Cronologia completa delle presenze e delle reti in nazionale ― Scozia | Cronologia completa delle presenze e delle reti in nazionale ― Scozia |
| Data                                                                  | Città                                                                 | In casa                                                               | Risultato                                                             | Ospiti                                                                | Competizione                                                          | Reti                                                                  | Note                                                                  |
| --------------------------------------------------------------------- | --------------------------------------------------------------------- | --------------------------------------------------------------------- | --------------------------------------------------------------------- | --------------------------------------------------------------------- | --------------------------------------------------------------------- | --------------------------------------------------------------------- | --------------------------------------------------------------------- |
| 27-3-2011                                                             | Londra                                                                | Scozia                                                                | 0 – 2                                                                 | Brasile                                                               | Amichevole                                                            | -                                                                     | 87’                                                                   |
| 10-8-2011                                                             | Glasgow                                                               | Scozia                                                                | 2 – 1                                                                 | Danimarca                                                             | Amichevole                                                            | -                                                                     | 57’                                                                   |
| 8-10-2011                                                             | Vaduz                                                                 | Liechtenstein                                                         | 0 – 1                                                                 | Scozia                                                                | Qual. Euro 2012                                                       | 1                                                                     | 33’                                                                   |
| 11-10-2011                                                            | Alicante                                                              | Spagna                                                                | 3 – 1                                                                 | Scozia                                                                | Qual. Euro 2012                                                       | -                                                                     |                                                                       |
| 11-11-2011                                                            | Larnaca                                                               | Cipro                                                                 | 1 – 2                                                                 | Scozia                                                                | Amichevole                                                            | -                                                                     | 63’                                                                   |
| 29-2-2012                                                             | Capodistria                                                           | Slovenia                                                              | 1 – 1                                                                 | Scozia                                                                | Amichevole                                                            | -                                                                     | 61’                                                                   |
| 26-5-2012                                                             | Jacksonville                                                          | Stati Uniti                                                           | 5 – 1                                                                 | Scozia                                                                | Amichevole                                                            | -                                                                     | 82’                                                                   |
| Totale                                                                |                                                                       | Presenze                                                              | 7                                                                     |                                                                       | Reti                                                                  | 1                                                                     |                                                                       |

## Palmarès

### Club

#### Competizioni regionali
- Southern Football League Division One Central: 1

Bedford Town: 2021-2022

### Individuale
- Capocannoniere della FA Cup: 1

2007-2008 (7 gol)
- Capocannoniere della Football League One: 1

2010-2011 (27 gol)
- PFA Football League One Team of the Year: 1[28]

2010-2011
- EFL Awards: 1

2011